# Maoshan
Maoshan är en socken i Kina. Den ligger i provinsen Yunnan, i den sydvästra delen av landet, omkring 72 kilometer norr om provinshuvudstaden Kunming.
Genomsnittlig årsnederbörd är 904 millimeter. Den regnigaste månaden är juni, med i genomsnitt 187 mm nederbörd, och den torraste är januari, med 8 mm nederbörd.